# Oedemera
Genre
Oedemera est un genre d'insectes de l'ordre des coléoptères, de la famille des Oedemeridae.

## Description
Ce sont des insectes plutôt allongés au corps mou et souvent à éclat métallique. 

## Biologie
Les adultes se nourrissent généralement de fleurs mais les larves sont xylophages.

## Répartition et habitat

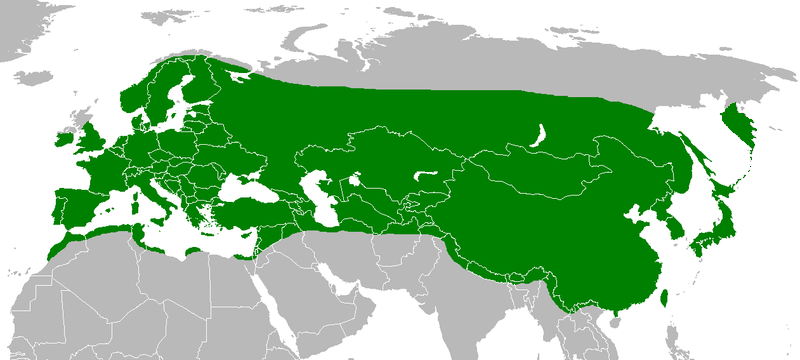
Répartition du genre Oedemera

Répartition
Le genre est largement répandu dans la zone paléarctique.
Habitat
Les espèces vivent aux abords des forêts et dans les prairies fleuries.

## Systématique
Le genre Oedemera a été décrit par l'entomologiste français  Guillaume-Antoine Olivier en 1789.

### Synonymie
- Oedemerina Costa, 1852
- Oedemerastra Seidlitz, 1899
- Oedemerella Seidlitz, 1899
- Oedemeronia Seidlitz, 1899

### Nom vernaculaire
- Œdémère (féminin)[3].

### Taxinomie
Ce genre se décompose en trois sous-genres :
- Oedemera (Oedemera )
- Oedemera (Oncomera)
- Oedemera (Stenaxis)

Liste des espèces rencontrées en Europe
- Oedemera (Oedemera) algerica Pic, 1899
- Oedemera (Oedemera) atrata W. Schmidt, 1846
- Oedemera (Oedemera) barbara (Fabricius, 1792)
- Oedemera (Oedemera) basalis Handschuch in Küster, 1849
- Oedemera (Oedemera) basipes Abeille de Perrin, 1892
- Oedemera (Oedemera) brevipennis Ganglbauer, 1881
- Oedemera (Oedemera) crassipes Ganglbauer, 1881
- Oedemera (Oedemera) cretica Švihla, 1999
- Oedemera (Oedemera) croceicollis Gyllenhall, 1827
- Oedemera (Oedemera) femorata (Scopoli, 1763)
- Oedemera (Oedemera) flavipennis W. Schmidt, 1846
- Oedemera (Oedemera) flavipes (Fabricius, 1792)
- Oedemera (Oedemera) graeca Švihla, 1978
- Oedemera (Oedemera) hispanica Pic, 1904
- Oedemera (Oedemera) inapicalis Pic, 1910
- Oedemera (Oedemera) lateralis Gebler, 1829
- Oedemera (Oedemera) lurida (Marsham, 1802)
- Oedemera (Oedemera) melanopyga W. Schmidt, 1846
- Oedemera (Oedemera) monticola Švihla, 1978
- Oedemera (Oedemera) nobilis (Scopoli, 1763)
- Oedemera (Oedemera) penicillata W. Schmidt, 1846
- Oedemera (Oedemera) podagrariae (Linnaeus, 1767)
- Oedemera (Oedemera) pthysica (Scopoli, 1763)
- Oedemera (Oedemera) rostralis Reitter, 1885
  - Oedemera (Oedemera) rostralis deubeli Ganglbauer, 1897
  - Oedemera (Oedemera) rostralis rostralis Reitter, 1885
- Oedemera (Oedemera) rufofemorata Germar, 1824
  - Oedemera (Oedemera) rufofemorata euboica Pic, 1902
  - Oedemera (Oedemera) rufofemorata rufofemorata Germar, 1824
- Oedemera (Oedemera) schrammi Pic, 1913
- Oedemera (Oedemera) simplex (Linnaeus, 1767)
- Oedemera (Oedemera) subrobusta (Nakane, 1954)
- Oedemera (Oedemera) tristis W. Schmidt, 1846
- Oedemera (Oedemera) unicolor W. Schmidt, 1846
- Oedemera (Oedemera) virescens (Linnaeus, 1767)
- Oedemera (Oncomera) femoralis Olivier, 1803
  - Oedemera (Oncomera) femoralis femoralis Olivier, 1803
  - Oedemera (Oncomera) femoralis purpureocoerulea (Ganglbauer, 1882)
- Oedemera (Oncomera) flavicans (Fairmaire, 1860)
- Oedemera (Oncomera) marmorata Erichson in Wagner, 1841
- Oedemera (Oncomera) murinipennis Kiesenwetter, 1859
  - Oedemera (Oncomera) murinipennis karpathoensis Švihla, 1999
  - Oedemera (Oncomera) murinipennis murinipennis Kiesenwetter 1859
- Oedemera (Oncomera) natolica (Reiche, 1862)
- Oedemera (Oncomera) reitteri Švihla, 1993
- Oedemera (Stenaxis) annulata Germar, 1824

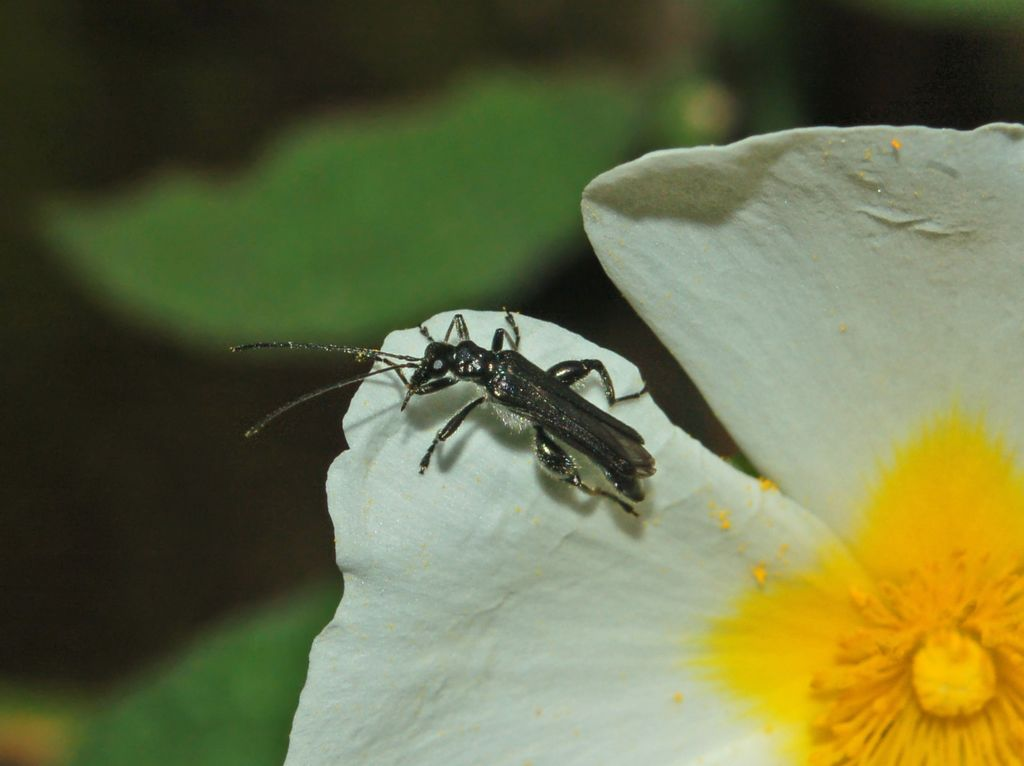
Oedemera (Oedemera) atrata
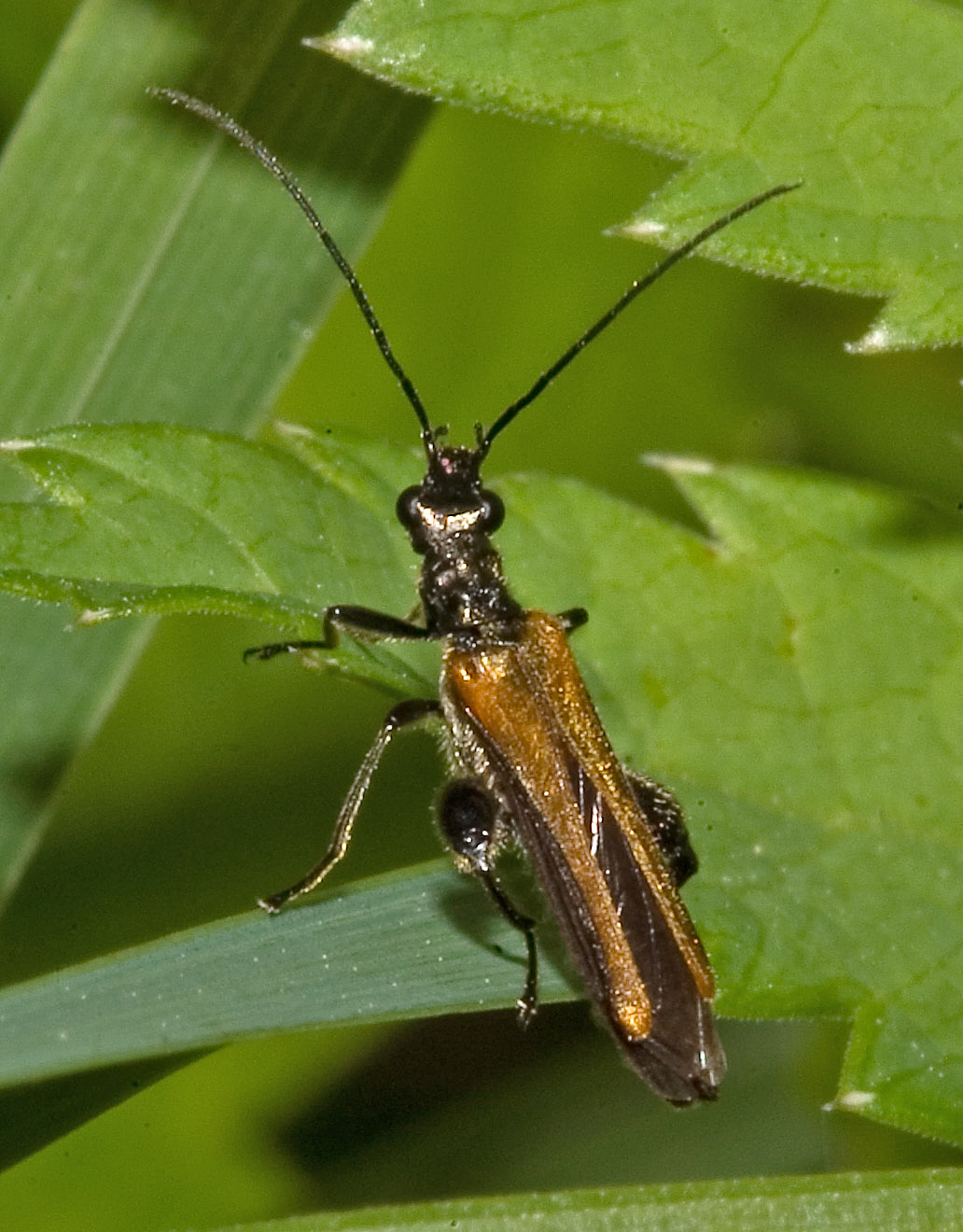
Oedemera (Oedemera) femorata
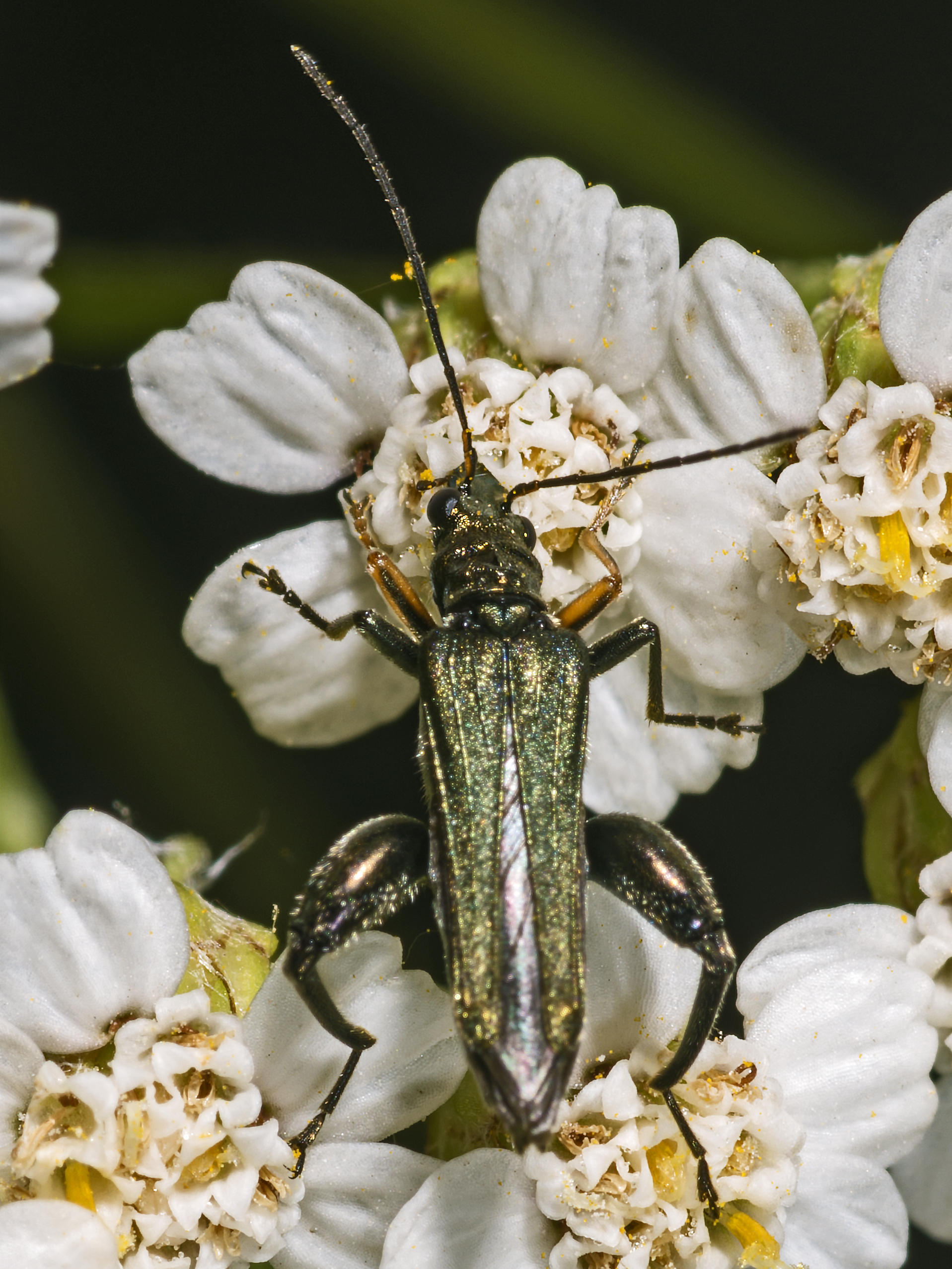
Oedemera (Oedemera) flavipes
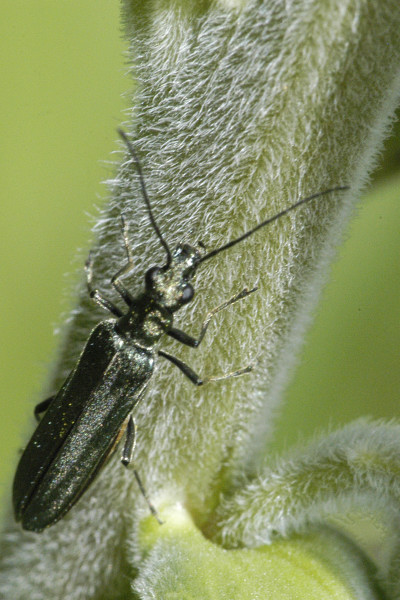
Oedemera (Oedemera) lurida
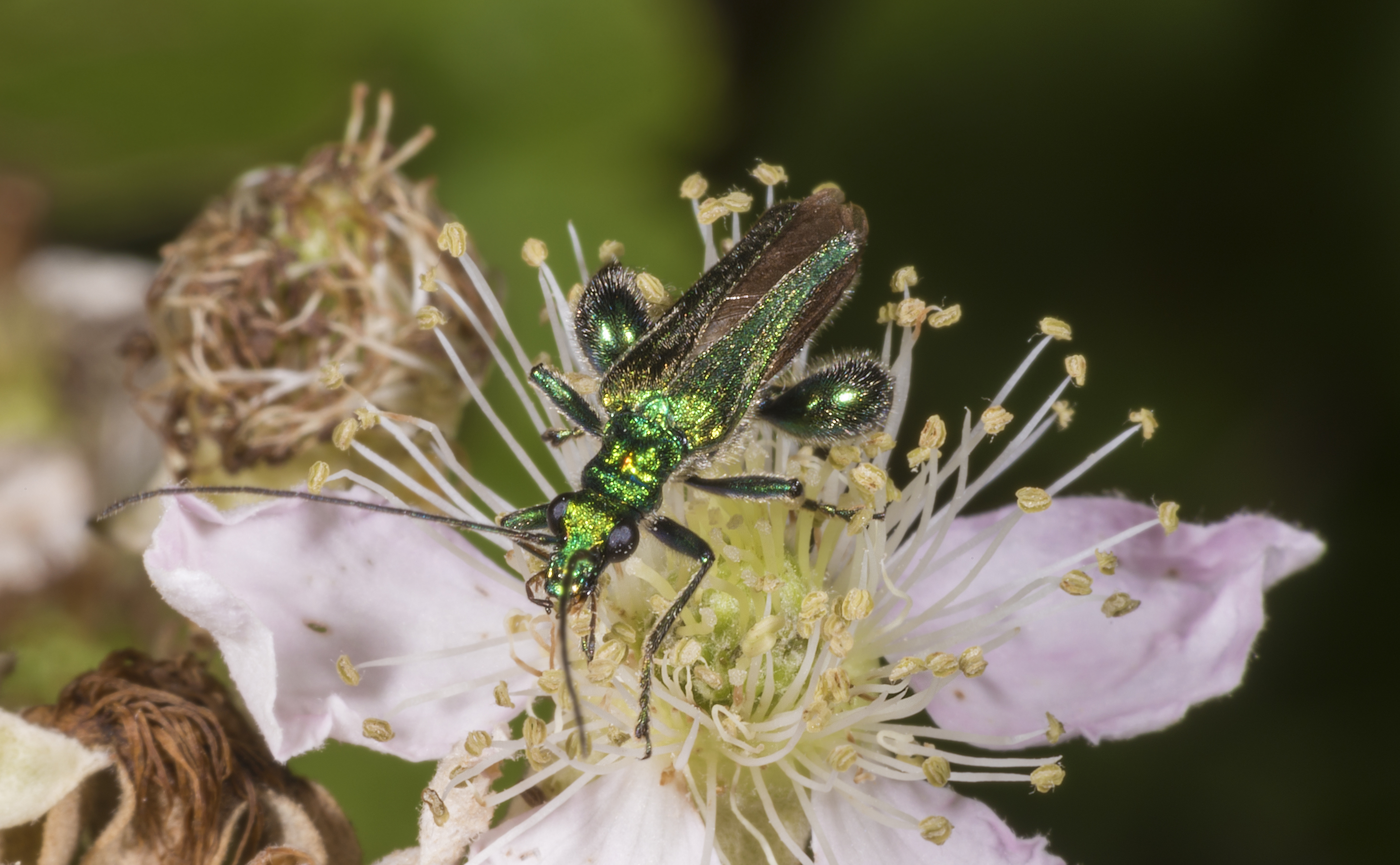
Oedemera (Oedemera) nobilis
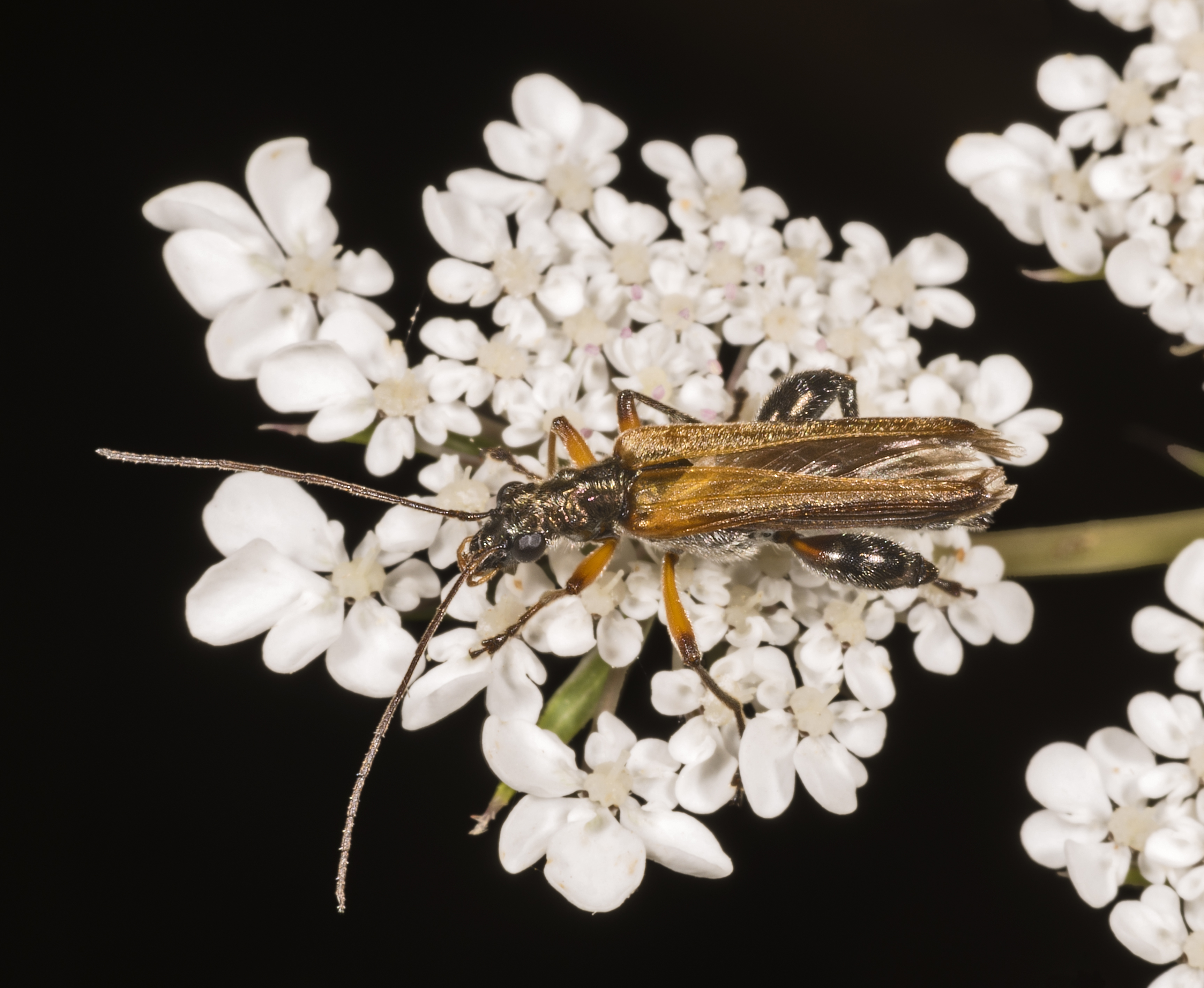
Oedemera (Oedemera) podagrariae
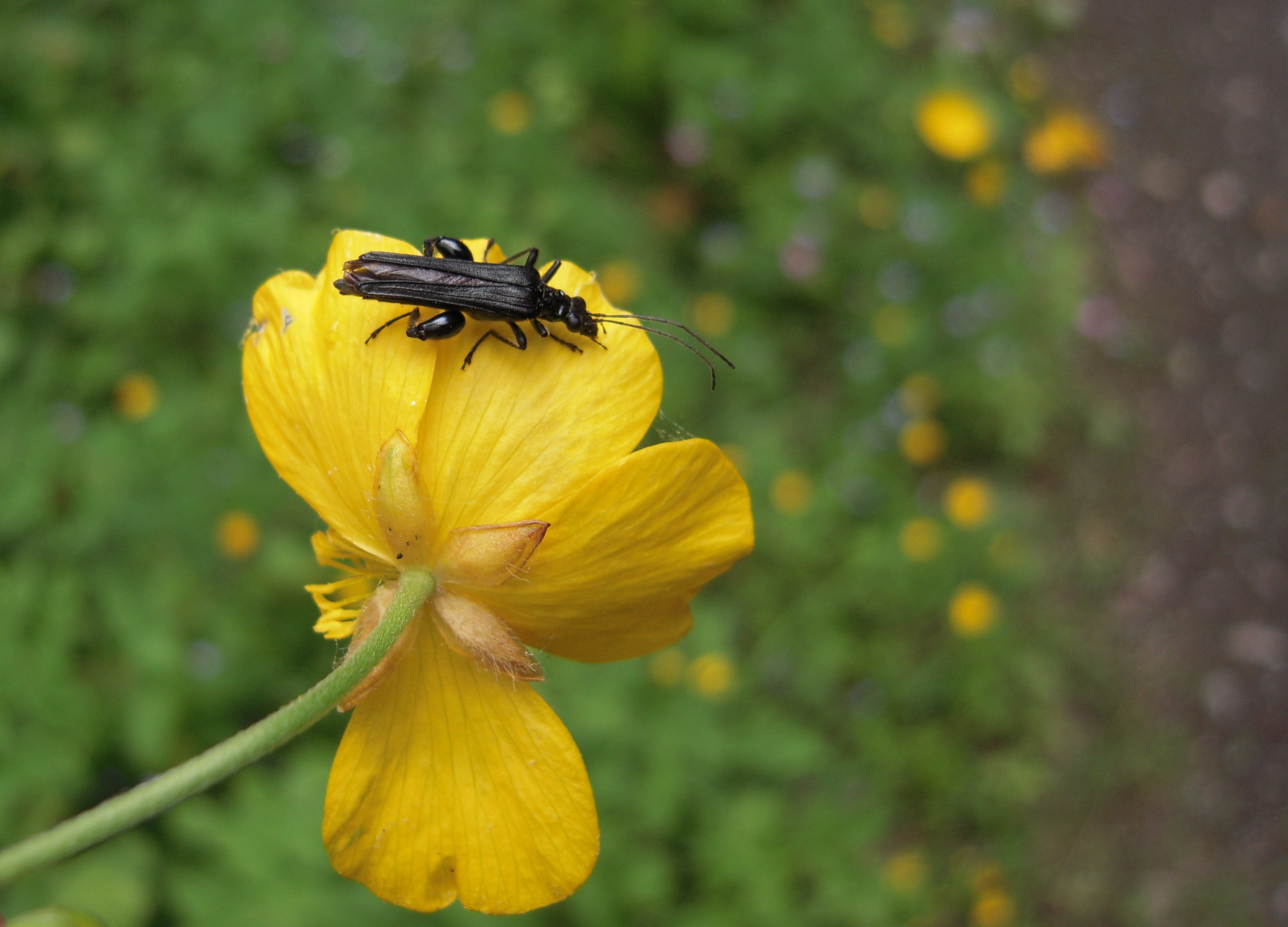
Oedemera (Oedemera) tristis
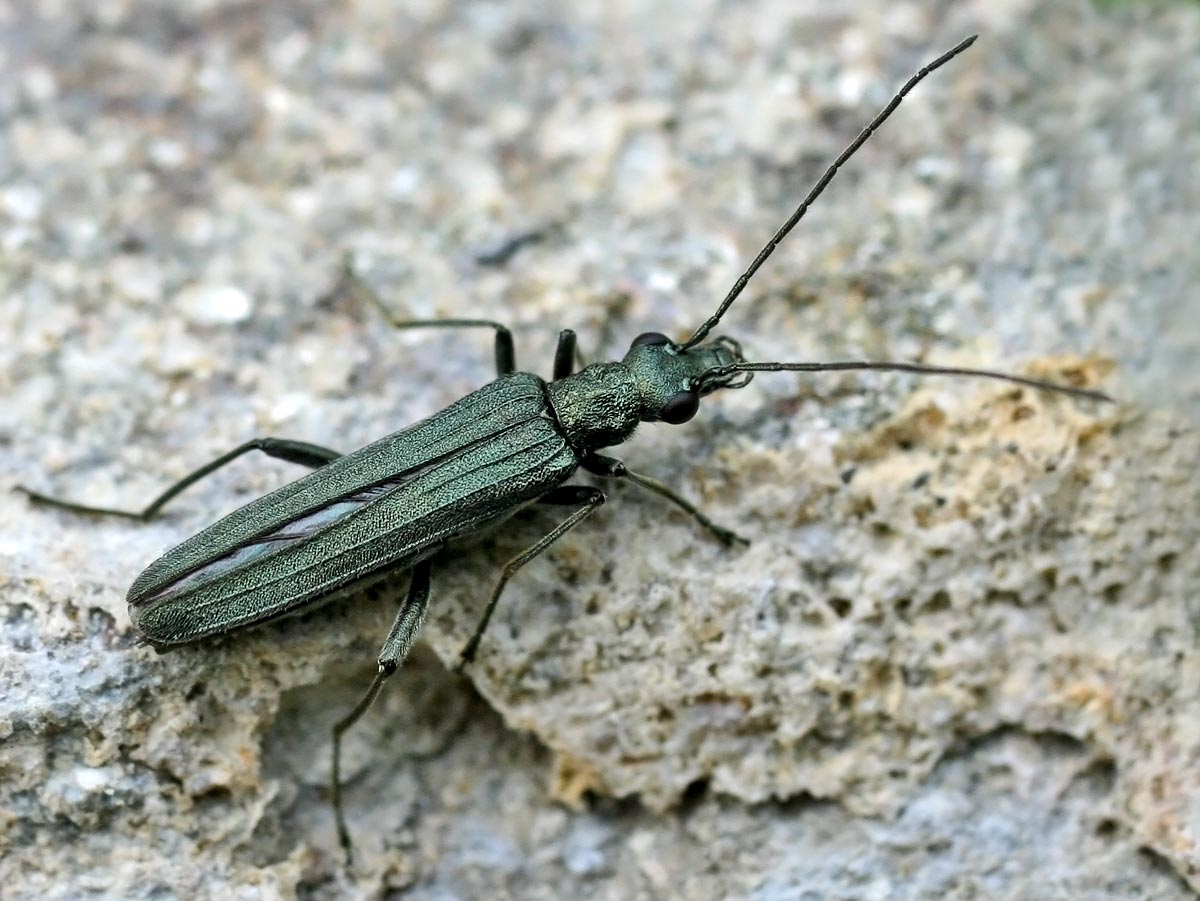
Oedemera (Oedemera) virescens